# Pfeiffer Georgi
Pfeiffer Georgi, född 27 september 2000 i Berkeley, är en brittisk professionell landsvägscyklist.

## Karriär
Georgi har cyklat professionellt sedan 2019. Bland hennes meriter kan nämnas vinst i Classic Brugge–De Panne år 2023. 2024 placerade hon sig på tredje plats i Paris–Roubaix.